# Schafberg (Löbau)
Der Schafberg ist ein 450,5 m ü. NHN hoher Berg östlich von Löbau im sächsischen Landkreis Görlitz. Er bildet zusammen mit dem benachbarten 447,9 m ü. NHN hohen Löbauer Berg eine gemeinsame Bergformation.

## Geschichte
Aus frühgeschichtlicher Zeit ist eine Felsformation zur kalendarischen Beobachtung der Sonne überliefert. Diese Gesteinsformation ist heute als der Geldkeller bekannt und dient als Grundlage einiger Sagen. Darüber hinaus befinden sich auf dem Berg die Reste eines etwa 3000 Jahre alten Ringwalles, welcher einst zum Schutz einer bronzezeitlichen Siedlung diente. Der Berg diente über Jahrhunderte als Weideplatz für Rinder und Schafe, weshalb er auch als Schafberg bekannt ist. Dadurch, dass der Berg nur wenige Quellen besitzt, war das Halten der Tiere umständlich. Eine der wenigen Orte, wo der Berg etwas Wasser abgab, war der Rinnelbrunnen, welcher als Tränke genutzt wurde. Nach 1850 war das hüten der Tiere auf dem Berg nicht mehr erlaubt. Ab 1936 befand sich ein Munitionslager der Löbauer Kaserne am Fuße des Berges, welches nach 1990 geräumt wurde. Im Zweiten Weltkrieg befand sich ein Flak-Beobachtungsturm auf dem Gipfel.

## Sender Schafberg

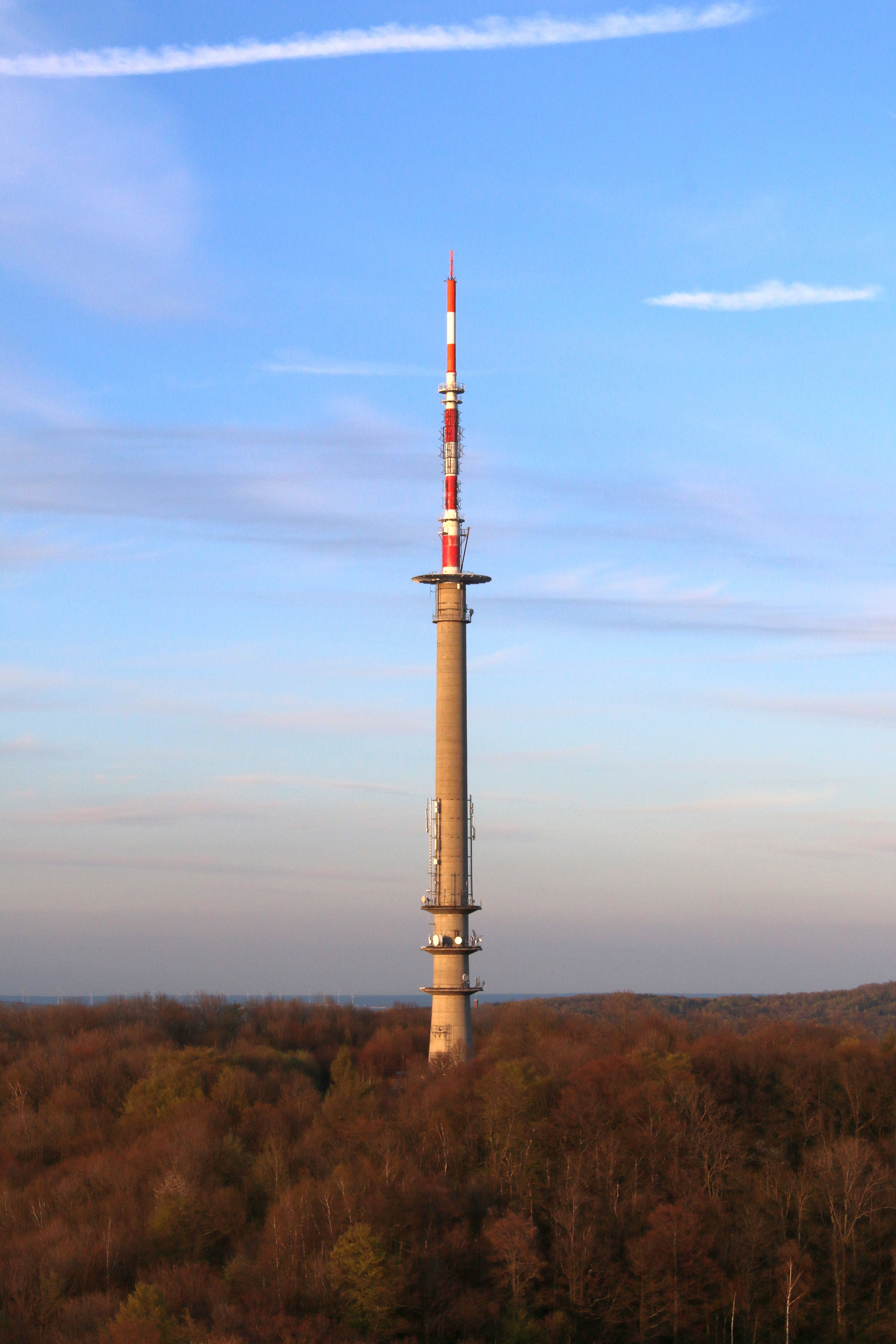
Der Sendeturm auf dem Schafberg

1966 wurde auf dem Schafberg ein Stahlgittermast für die Ausstrahlung der zwei DDR-Fernsehprogramme errichtet. Seit 1988 befindet sich ein neuer, 160 Meter hoher Sendeturm aus Stahlbeton für UKW, TV und Richtfunk auf dem Berg. Dieser wurde in Schalenbauweise und mit Hilfe eines Mil-Mi-8-Hubschraubers der Interflug errichtet und ist inzwischen im Besitz der Deutschen Funkturm, einer Tochtergesellschaft der Deutschen Telekom.
Der Sender auf dem Schafberg wird häufig als Senderstandort Löbau bezeichnet. 
Der Löbauer Sendeturm erhielt im Zuge der bevorstehenden DVB-T-Einführung am 11. Juni 2007 eine modernisierte Antennenanlage.

### Analoger Hörfunk (UKW)
Von diesem Turm werden die folgenden UKW-Hörfunkprogramme abgestrahlt:

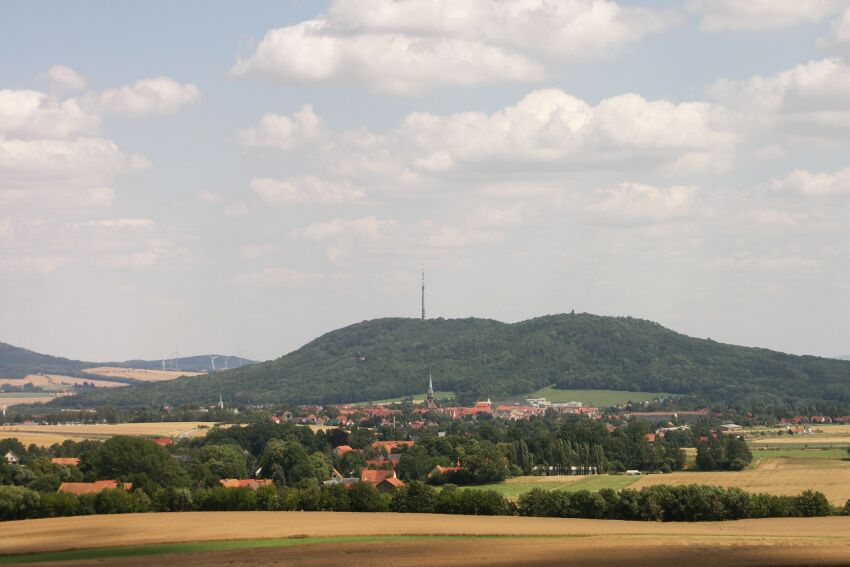
Doppelgipfel mit dem Löbauer Berg (rechts)

| Sendername             | Frequenz  | ERP   |
| ---------------------- | --------- | ----- |
| MDR Jump               | 091,8 MHz | 05 kW |
| MDR Kultur             | 096,2 MHz | 05 kW |
| MDR Sachsen            | 098,2 MHz | 05 kW |
| Deutschlandfunk        | 099,5 MHz | 05 kW |
| Radio PSR              | 101,0 MHz | 30 kW |
| Deutschlandfunk Kultur | 103,0 MHz | 02 kW |
| Hitradio RTL Sachsen   | 105,6 MHz | 30 kW |
| Radio Lausitz          | 107,6 MHz | 30 kW |

### Digitales Radio (DAB+)
DAB wird in vertikaler Polarisation und im Gleichwellenbetrieb mit anderen Sendern ausgestrahlt.
| Block                       | Programme | ERP (in kW) | Antennen- diagramm rund (ND), gerichtet (D) | Gleichwellennetz (SFN) |
| --------------------------- | --- | ----------- | ------------------------------------------- | --- |
| 5C DRDeutschland (D__00188) | DAB+ Block der Media Broadcast - Absolut relax (72 kbps) - Dlf (104 kbps) - Dlf Kultur (112 kbps) - Dlf Nova (104 kbps) - DRadio DokDeb (48 kbps) - Energy Digital (72 kbps) - ERF Plus (64 kbps) - Klassik Radio (72 kbps) - Radio Bob (72 kbps) - Radio Horeb (48 kbps) - Radio Schlagerparadies (64 kbps) - Schwarzwaldradio (64 kbps) - sunshine live (72 kbps) - DRadio Daten (32 kbps Daten) - EPG Deutschland (16 kbps Daten) - TPEG (16 kbps Daten) - TPEG_MM (16 kbps Daten) | 10          | ND                                          | - Baden-Württemberg: Aalen, Baden-Baden (Fremersberg), Bad Mergentheim, Blauen, Brandenkopf, Donaueschingen, Feldberg im Schwarzwald, Freiburg (Vogtsburg-Totenkopf), Geislingen (Oberböhringen), Großerlach (Hohe Brach), Heidelberg (Königstuhl), Heilbronn (Schweinsberg), Hochrhein (Rickenbach), Hornisgrinde, Pforzheim (Schömberg-Langenbrand), Raichberg, Ravensburg (Höchsten), Reutlingen, Stuttgart (Frauenkopf), Ulm (Kuhberg) - Bayern: Amberg (Hirschau), Aschaffenburg (Pfaffenberg), Augsburg (Hotelturm), Bad Tölz (Gaißach), Bamberg (Geisberg), Büttelberg, Brotjacklriegel, Dillberg, Grünten, Herzogstand, Hochberg (Traunstein), Hoher Bogen, Inntal (Ebbs), Ingolstadt (Gelbelsee), Kreuzberg/Rhön, Landshut (Altdorf), München (Olympiaturm), Nennslingen (Büchelberg), Nürnberg, Oberammergau, Ochsenkopf, Passau, Pfänder, Pfaffenhofen, Pfarrkirchen, Pfronten, Regensburg (Hohe Linie), Unterringingen, Untersberg, Wendelstein (Bayrischzell), Würzburg (Frankenwarte) - Berlin: Berlin (Alexanderplatz), Berlin (Scholzplatz) - Brandenburg: Bad Belzig, Booßen, Brandenburg/Havel, Calau, Casekow, Cottbus, Eisenhüttenstadt, Petkus, Pritzwalk, Templin - Bremen: Bremen (Walle), Bremerhaven-Schiffdorf - Hamburg: Hamburg (Moorfleet), Hamburg (Heinrich-Hertz-Turm) - Hessen: Bad Hersfeld (Rimberg), Biedenkopf (Sackpfeife), Fulda (Hummelskopf), Frankfurt (Europaturm), Gelnhausen (Schnepfenkopf), Gießen (Dünsberg), Großer Feldberg, Hardberg, Hohe Wurzel, Hoher Meißner, Kassel (Habichtswald), Mainz-Kastel - Mecklenburg-Vorpommern: Garz (Rügen), Güstrow, Malchin, Neubrandenburg-Süd, Rostock (Toitenwinkel), Röbel, Schwerin (Zippendorf-Gr.Dreesch), Torgelow, Wismar/Rüggow, Züssow - Niedersachsen: Aurich-Popens, Braunschweig (Broitzem), Braunschweig (Drachenberg), Cuxhaven-Stadt, Dannenberg, Göttingen (Bovenden-Osterberg), Hannover (Telemax), Lingen, Lüneburg-Neu Wendhausen, Molbergen-Peheim, Osnabrück (Bramsche-Schleptruper Egge), Hildesheim (Sibbesse), Steinkimmen, Uelzen, Visselhövede, Wilhelmshaven - Nordrhein-Westfalen: Aachen (Karlshöhe), Bielefeld (Hünenburg), Bonn (Venusberg), Dortmund (Florianturm), Düsseldorf (Rheinturm), Eggegebirge, Herscheid, Hochsauerland (Hunau), Hürtgenwald-Großhau, Köln (Colonius), Langenberg, Lügde-Rischenau (Köterberg), Minden (Jakobsberg), Münster (Fernmeldeturm), Schöppingen, Siegen-Süd, Wesel - Rheinland-Pfalz: Bad Kreuznach (Schanzenkopf), Bad Marienberg (Westerwald), Bornberg, Daun (Eifel), Edenkoben (Kalmit), Heckenbach-Schöneberg (Ahrweiler), Idar-Oberstein, Kaiserslautern, Kettrichhof, Koblenz (Kühkopf), Trier (Petrisberg) - Saarland: Merzig-Merchingen, Saarbrücken (Schoksberg) - Sachsen: Chemnitz, Dresden, Geyer, Leipzig, Löbau, Neustadt, Oschatz, Schöneck, Zwickau Ost - Sachsen-Anhalt: Brocken, Burg, Dequede, Petersberg, Pettstädt (Weißenfels), Schneidlingen, Wittenberg - Schleswig-Holstein: Bungsberg, Flensburg, Heide, Helgoland, Hennstedt, Kiel (Kronshagen), Lübeck (Stockelsdorf), Schleswig, Niebüll (Süderlügum), Westerland (Sylt) - Thüringen: Bleßberg (Sonneberg), Erfurt-Hochheim, Gera, Inselsberg, Jena (Oßmaritz), Kulpenberg, Saalfeld (Remda), Lobenstein (Sieglitzberg), Weimar (Ettersberg) |
| 5D Antenne DE (D__00364)    | DAB-Block von Antenne Deutschland: - 80s80s (72 kbps) - 90s90s (72 kbps) - Absolut Bella (72 kbps) - Absolut Germany (72 kbps) - Absolut HOT (72 kbps) - Absolut Oldie (72 kbps) - Absolut TOP (72 kbps) - AIDAradio (72 kbps) - Ballermann Radio (72 kbps) - Beats Radio (72 kbps) - Brillux Radio (72 kbps) - Nostalgie (72 kbps) - Oldie Antenne (72 kbps) - RTL Radio (72 kbps) - Rock Antenne (72 kbps) - Toggo Radio (72 kbps)                                                  | 10          | ND                                          | - Bayern: Amberg (Hirschau), Bamberg (Geisberg), Ingolstadt (Gelbelsee), Kreuzberg/Rhön, Nürnberg, Ochsenkopf, Pfaffenhofen, Regensburg (Hohe Linie), Würzburg (Frankenwarte) - Berlin: Berlin (Alexanderplatz), Berlin (Scholzplatz) - Brandenburg: Casekow, Cottbus, Pritzwalk - Bremen: Bremen (Walle) - Hamburg: Hamburg (Heinrich-Hertz-Turm) - Mecklenburg-Vorpommern: Rostock (Toitenwinkel), Schwerin (Zippendorf-Gr.Dreesch), Züssow - Niedersachsen: Braunschweig (Broitzem), Cuxhaven-Stadt, Göttingen (Bovenden-Osterberg), Hannover (Telemax), Hildesheim (Sibbesse/Griesberg), Lüneburg-Neu Wendhausen, Molbergen-Peheim, Osnabrück (Bramsche-Schleptruper Egge), Visselhövede - Nordrhein-Westfalen: Bielefeld (Hünenburg), Minden (Jakobsberg) - Sachsen: Dresden, Geyer, Leipzig, Löbau/Schafberg, Oschatz, Schöneck - Sachsen-Anhalt: Brocken, Burg, Petersberg, Wittenberg - Schleswig-Holstein: Flensburg, Heide, Kiel (Kronshagen), Lübeck (Stockelsdorf) - Thüringen: Erfurt-Hochheim, Gera, Inselsberg, Jena (Oßmaritz), Kulpenberg, Lobenstein (Sieglitzberg), Weimar (Ettersberg) |
| 7A Sachsen (D__00408)       | - 90s90s Dance (DD) (88 kbps) - Antenne Sachsen (DD) (88 kbps) - Antenne Sachsen (LAU) (88 kbps) - coloRadio (80 kbps) - Energy Sachsen (DD) (88 kbps) - Hitradio RTL Sachsen (DD) (88 kbps) - Hitradio RTL Sachsen (LAU) (88 kbps) - Lausitzwelle (80 kbps) - R.SA (DD) (88 kbps) - Radio Dresden (88 kbps) - Radio Lausitz (88 kbps) - Radio PSR (DD) (88 kbps) - Radio WSW (88 kbps)                                                                                               | 6,8         | ND                                          | Dresden-Wachwitz, Löbau/Schafberg |
| 9A MDR Sachsen (D__00209)   | - MDR Sachsen (DD) (80 kbps) - MDR Sachsen (L) (80 kbps) - MDR Sachsen (C) (80 kbps) - MDR Sachsen (BZ) (80 kbps) - MDR Sachsen auf Sorbisch (80 kbps) - MDR Sachsen Extra (48 kbps) - MDR Jump (88 kbps) - MDR Kultur (88 kbps) - MDR Tweens (80 kbps) - MDR Sputnik (88 kbps) - MDR Aktuell (72 kbps) - MDR Klassik (112 kbps) - MDR Schlagerwelt (SN) (88 kbps) - MDR TPEG (16 kbps) - MDR EPG (16 kbps)                                                                           | 6,8         | ND                                          | Chemnitz, Dresden, Freiberg, Geyer, Görlitz, Hoyerswerda, Leipzig, Löbau, Neustadt, Oschatz, Reichenbach (Netzschkau), Roitzsch, Schöneck, Zittau, Zwickau Ost |
| 12A Sachsen (D__00313)      | - 89.0 RTL (96 kbps) - detektor.fm Wort (96 kbps) - Femotion (80 kbps) - Jam FM (96 kbps) - Oldie Antenne (80 kbps) - Galaxy Sachsen (80 kbps) - Radio Ostrock (88 kbps) - Radio Teddy (80 kbps) - Rundfunk-Kombinat Sachsen (88 kbps) - Schlager Radio (80 kbps) - SecondRadio (88 kbps) - Star FM Sachsen (88 kbps) | 6,8         | ND                                          | Chemnitz/Geyer, Dresden-Wachwitz, Leipzig/Messegrund, Löbau/Schafberg, Schöneck (Vogtland) |

### Digitales Fernsehen (DVB-T2)
Nach dem Ende der Ausstrahlung von DVB-T-Programmen wurde auch am Sender Schafberg der Regelbetrieb von DVB-T2 HD aufgenommen. Seitdem senden im DVB-T2-Standard die Programme der ARD (MDR-Mux) und des ZDF im HEVC-Videokodierverfahren und in Full-HD-Auflösung.
Die DVB-T2-HD-Ausstrahlungen vom Schafberg erfolgen im Gleichwellenbetrieb (Single Frequency Network) mit anderen Sendestandorten.
Am 29. Oktober 2024 teilte der MDR mit, dass MDR und ZDF am 14. Januar 2025 die DVB-T2 HD-Verbreitung am Standort Schafberg, so wie auch an den Senderstandorten Brocken, Inselsberg und Wittenberg aus Kostengründen einstellen werden.
| Kanal | Frequenz (MHz) | Multiplex      | Programme im Multiplex | ERP (kW) | Antennendiagramm rund (ND)/ gerichtet (D) | Polarisation horizontal (H) / vertikal (V) | Gleichwellennetz (SFN) |
| ----- | -------------- | -------------- | --- | -------- | ----------------------------------------- | ------------------------------------------ | ---------------------- |
| 34    | 578            | MDR 1 (ARD)    | - Das Erste HD - tagesschau24 HD - MDR Sachsen HD - MDR S-Anhalt HD - MDR Thüringen HD - NDR FS NDS HD - rbb Brandenburg HD - SWR BW HD  | 50       | ND                                        | V                                          | Dresden, Löbau         |
| 39    | 618            | MDR 2 (ARD)    | - arte HD - PHOENIX HD - ONE HD - BR Fernsehen HD - hr-fernsehen HD - WDR HD Köln - ARD-alpha HD (Internet) 1) - SWR BW HD (Internet) 1) | 50       | ND                                        | V                                          | Dresden, Löbau         |
| 37    | 602            | ZDF (ZDFmobil) | - ZDF HD - ZDFinfo HD - zdf_neo HD - 3sat HD - KiKA HD                                                                                   | 50       | ND                                        | V                                          | Dresden, Löbau         |

  1)Für den Empfang von ARD-alpha HD (Internet) und SWR BW HD (Internet) ist ein hbb-TV fähiges Endgerät erforderlich.

### Digitales Fernsehen (DVB-T)
Bis zur Einstellung des DVB-T-Sendebetriebs wurden folgende Fernsehprogramme digital gesendet, die mit einem DVB-T-fähigen Endgerät im Verbreitungsgebiet empfangen werden konnten:
| Bouquet            | Fernsehprogramme                                               | Kanal | ERP   | Polarisation | Parameter des DVB-T-Signals                                      | Gleichwellennetz (SFN)         |
| ------------------ | -------------------------------------------------------------- | ----- | ----- | ------------ | ---------------------------------------------------------------- | ------------------------------ |
| ARD regional (MDR) | - MDR Fernsehen - rbb Fernsehen - WDR Fernsehen - BR Fernsehen | 34    | 50 kW | vertikal     | 64-QAM, Guardintervall 1/4, FEC 2/3 Nettodatenrate: 19,91 Mbit/s | −                              |
| ZDFmobil           | - ZDF - 3sat - ZDFinfo - KiKA/ZDFneo (im Wechsel)              | 36    | 50 kW | vertikal     | 16-QAM, Guardintervall 1/4, FEC 2/3 Nettodatenrate: 13,27 Mbit/s | Calau, Dresden-Wachwitz, Löbau |
| ARD Digital (MDR)  | - Das Erste - Phoenix - ARTE - One                             | 39    | 50 kW | vertikal     | 64-QAM, Guardintervall 1/4, FEC 2/3 Nettodatenrate: 19,91 Mbit/s | Dresden-Wachwitz, Löbau        |

### Analoges Fernsehen (PAL)
Bis zur Umstellung auf DVB-T wurden folgende Programme in analogem PAL gesendet:
| Kanal | Frequenz (MHz) | Programm                | ERP (kW) | Sendediagramm rund (ND)/ gerichtet (D) | Polarisation horizontal (H)/ vertikal (V) |
| ----- | -------------- | ----------------------- | -------- | -------------------------------------- | ----------------------------------------- |
| 27    | 519,25         | Das Erste (MDR)         | 500      | D                                      | H                                         |
| 39    | 615,25         | MDR Fernsehen (Sachsen) | 500      | D                                      | H                                         |
| 56    | 751,25         | ZDF                     | 180      | D                                      | H                                         |